# Provincia de Malaita
La provincia de Malaita es una de las provincias más grandes de las Islas Salomón. Su nombre se debe a la mayor isla, Malaita. La provincia incluye otras islas como Malaita Sur, A'uru Rock, Anuta Ni'ia, 'Aio, Abuabua, Alite, Sikaiana, Adagege, Anuta Paina, Funaafou, Sulufou e Ontong Java (también llamada isla Lord Howe. La capital provincial y mayor centro urbano es Auki, en la isla de Malaita. La población estimada (en 1997) es de 142.000. El área de la provincia es de 4.225 km².
Los habitantes de la isla principal son de etnia melanesia, por su situación geográfica en el archipiélago de las islas Salomón. Las islas de Ontong Java y Sikaiana, situadas más al este y de poblamiento más tardío, pertenecen a la Polinesia desde un punto de vista etnológico.
- Datos: Q1190896